# Эпштейн, Джулиус
Джу́лиус Эпште́йн (англ. Julius J. Epstein, 22 августа 1909 — 30 декабря 2000) — американский сценарист, лауреат премии «Оскар» за сценарий к фильму «Касабланка», написанный в сотрудничестве с братом-близнецом Филиппом, а также с Говардом Кохом, который был адаптацией пьесы Маррея Беннетта и Джоан Элисон.

## Биография
Джулиус Эпштейн и его брат-близнец Филипп Эпштейн родились в еврейской семье. Родители были владельцами конюшни, когда лошади были все ещё популярным видом транспортом. Братья учились в Университете штата Пенсильвания, который закончили в 1931 году, и где были чемпионами по боксу.
После колледжа братья Эпштейн переехали в Голливуд, где довольно быстро они стали успешными сценаристами. В 1939 году они стали номинантами на премию Киноакадемии за сценарий к фильму «Четыре дочери». В 1944 году вместе с Говардом Кохом они стали лауреатами премии «Оскар» за лучший адаптированный сценарий, написанный для фильма «Касабланка».
Сотрудничали с компанией «Warner Bros.», однако Джек Уорнер, с которым у братьев были напряженные отношения, публично критиковал рабочую этику Эпштейнов и их шутки. В 1952 году Уорнер написал заявление на Эпштейнов в Комиссию по расследованию антиамериканской деятельности. На допросе комиссии, когда их спросили были ли они когда-членами незаконных организаций, они ответили: «Да, компании Warner Brothers». Филипп умер в 1952 году, эту потерю Джулиус переживал в течение всей своей жизни. Однако он продолжал писать сценарии и получил две номинации на «Оскар» за фильмы «Пит и Тилли» (1972) и «Рубен, Рубен» (1983). Последняя картина также принесла ему премию Гильдии сценаристов США. В 1998 году получил Награду за достижения в карьере от Ассоциации кинокритиков Лос-Анджелеса.
Эпштейн женился на актрисе Фрэнсис Сейдж, которая родила ему двух детей — Джеймса и Элизабет. После развода он вновь женился, и от второго брака у него был сын Филипп. Джулиус Эпштейн умер 30 декабря 2000 года в Лос-Анджелесе, США.

## Награды
- Оскар 1944 — «Лучший адаптированный сценарий» («Касабланка»)
- Премия Гильдии сценаристов США 1984 — «Лучший адаптированный сценарий» («Рубен, Рубен»)